# Ignacio Zaragoza (general)
 For alternative betydninger, se Ignacio Zaragoza. (Se også artikler, som begynder med Ignacio Zaragoza)
Ignacio Zaragoza (født 24. marts 1829 i Goliad i  Coahuila y Tejas i Mexico, død 8. september 1862 i Puebla de Zaragoza) var en mexicansk general. Han var født i Texas på den tid da Texas var en del af Mexicos territorium. 
Zaragoza er kendt som helten fra slaget ved Puebla den 5. maj 1852.